# Heydt (Remscheid)
Heydt ist eine Hofschaft in Remscheid in Nordrhein-Westfalen (Deutschland).

## Lage und Verkehrsanbindung
Heydt liegt im südöstlichen Remscheid im statistischen Stadtteil Engelsburg des Stadtbezirks Lennep und nahe dem größeren Ortsteil Bergisch Born. Der Ort grenzt unmittelbar an den Nachbarort Engelsburg an, weitere Nachbarorte sind Eichendahlerhof, Jägerhaus, Piepersberg, Bergerhöhe, Tefental, Oberlangenbach, Forsten, Lüdorf und Rademachershof.

## Geschichte
Die Karte Topographia Ducatus Montani aus dem Jahre 1715 zeigt den Hof als o.Heid. Am Ort führte in der frühen Neuzeit die Bergische Eisenstraße vorbei, ein regional wichtiger Transportweg für Roheisen aus dem Siegener Raum. Die Altstraße ist auf der Topographia als Ÿſer-Stras eingezeichnet.
Im 18. Jahrhundert gehörte der Ort zum bergischen Amt Bornefeld-Hückeswagen. 1815/16 lebten neun Einwohner im Ort. 1832 gehörte Heydt unter dem Namen Heyd der Lüdorfer Honschaft an, die ein Teil der Hückeswagener Außenbürgerschaft innerhalb der Bürgermeisterei Hückeswagen war. Der laut der Statistik und Topographie des Regierungsbezirks Düsseldorf als Weiler kategorisierte Ort besaß zu dieser Zeit zwei Wohnhäuser und vier landwirtschaftliche Gebäude. Zu dieser Zeit lebten 14 Einwohner im Ort, allesamt evangelischen Glaubens.
Im Gemeindelexikon für die Provinz Rheinland werden für 1885 zwei Wohnhäuser mit 13 Einwohnern angegeben. Der Ort gehörte zu dieser Zeit zur Landgemeinde Neuhückeswagen innerhalb des Kreises Lennep. 1895 besitzt der Ort zwei Wohnhäuser mit 13 Einwohnern, 1905 zwei Wohnhäuser und zehn Einwohner.
Im Zuge der nordrhein-westfälischen Kommunalgebietsreform (§ 21 Düsseldorf-Gesetz) wurde am 1. Januar 1975 der östliche Bereich um Bergisch Born mit dem Hof Heydt aus der Stadt Hückeswagen herausgelöst und in die Stadt Remscheid eingegliedert.